# 武希佩努
武希佩努是馬達加斯加的城鎮，由法土法韋-非圖韋那尼區負責管轄，位於該國東南部，海拔高度6米，98%居民是農民，主要農產品有咖啡、荔枝、木薯和稻米，2001年人口約18,000。
22°21′S 47°50′E / 22.350°S 47.833°E